# Saint-Martin-sur-Ouanne
Saint-Martin-sur-Ouanne är en kommun i departementet Yonne i regionen Bourgogne-Franche-Comté i norra Frankrike. Kommunen ligger i kantonen Charny som tillhör arrondissementet Auxerre. År 2018 hade Saint-Martin-sur-Ouanne 385 invånare.

## Befolkningsutveckling
Antalet invånare i kommunen Saint-Martin-sur-Ouanne
| Referens: INSEE |